# 北闸口耶稣圣心堂
位于天津市津南区北闸口镇的耶稣圣心堂是一座属于天主教天津教区的教堂。目前是津南区唯一的一座天主教堂。

## 背景
天主教在津南区的传教活动始于1907年，1917年开始派驻神父。历史上以咸水沽堂为中心，小站、北闸口村、高庄子均设圣堂。其中小站堂被日军损坏，至1960年左右彻底消失。其他各堂在文化大革命期间纷纷改作他用。
1990年10月，经当地教友努力并协调津南区政府，在北闸口村选址，利用手帕厂补偿金新建圣堂一座，占地面积约2000平方米，教堂面积320平方米，配房210平方米。
北闸口堂现任本堂为穆金钟神父。